# Conselve
Conselve är en ort och kommun i provinsen Padova i regionen Veneto i Italien. Kommunen hade 10 258 invånare (2018).